# بوند
بوند (به هلندی: Bunde) یک منطقهٔ مسکونی در هلند است که در میرسن (هلند) واقع شده‌است. بوند ۵٬۸۰۰ نفر جمعیت دارد.